# خانقاه سفلي (كليبر)
خانقاه سفلي هي قرية في مقاطعة كليبر، إيران. عدد سكان هذه القرية هو 77 في سنة 2006.